# André Groult
 (juillet 2023).
La mise en forme du texte ne suit pas les recommandations de Wikipédia : il faut le « wikifier ».
Les points d'amélioration suivants sont les cas les plus fréquents. Le détail des points à revoir est peut-être précisé sur la page de discussion.
- Les titres sont pré-formatés par le logiciel. Ils ne sont ni en capitales, ni en gras.
- Le texte ne doit pas être écrit en capitales (les noms de famille non plus), ni en gras, ni en italique, ni en « petit »…
- Le gras n'est utilisé que pour surligner le titre de l'article dans l'introduction, une seule fois.
- L'italique est rarement utilisé : mots en langue étrangère, titres d'œuvres, noms de bateaux, etc.
- Les citations ne sont pas en italique mais en corps de texte normal. Elles sont entourées par des guillemets français : « et ».
- Les listes à puces sont à éviter, des paragraphes rédigés étant largement préférés. Les tableaux sont à réserver à la présentation de données structurées (résultats, etc.).
- Les appels de note de bas de page (petits chiffres en exposant, introduits par l'outil «  Source ») sont à placer entre la fin de phrase et le point final[comme ça].
- Les liens internes (vers d'autres articles de Wikipédia) sont à choisir avec parcimonie. Créez des liens vers des articles approfondissant le sujet. Les termes génériques sans rapport avec le sujet sont à éviter, ainsi que les répétitions de liens vers un même terme.
- Les liens externes sont à placer uniquement dans une section « Liens externes », à la fin de l'article. Ces liens sont à choisir avec parcimonie suivant les règles définies. Si un lien sert de source à l'article, son insertion dans le texte est à faire par les notes de bas de page.
- La présentation des références doit suivre les conventions bibliographiques. Il est recommandé d'utiliser les modèles {{Ouvrage}}, {{Chapitre}}, {{Article}}, {{Lien web}} et/ou {{Bibliographie}}. Le mode d'édition visuel peut mettre en forme automatiquement les références.
- Insérer une infobox (cadre d'informations à droite) n'est pas obligatoire pour parachever la mise en page.

Pour une aide détaillée, merci de consulter Aide:Wikification.
Si vous pensez que ces points ont été résolus, vous pouvez retirer ce bandeau et améliorer la mise en forme d'un autre article.
Pour les articles homonymes, voir Groult.
André Groult (27 août 1884 - 19 août 1966) est un décorateur et dessinateur de meubles français.

## Biographie
Il est issu d'une famille bourgeoise « très conventionnelle, vierge d’hurluberlus et d'artistes. »
André Mare intervint dans son stand au Salon d'Automne de 1908; à celui de 1912, Groult aménagea deux pièces : un petit salon rond décoré de papier peint, de meubles et de sièges, et une salle à manger avec des boiseries peintes, des meubles et des sièges en platane d'Afrique et palissandre, qui furent appréciés ainsi par André Véra : "Là, tout est moderne, sans contrecarrer la tradition. Les matières, les formes et les couleurs sont distinguées et somptueuses" ("La Grande Revue", 25/10/1912).
Il édita les papiers peints de Georges Barbier - dont son beau-frère le créateur Paul Poiret édita lui les robes - et collabora à la Maison cubiste dessinée par Duchamp-Villon et aménagée par Mare (1912) ; il fit se rencontrer Barbier et Marinot.
Début janvier 1913, en concurrence avec Paul Rosenberg, il proposa à Maurice Marinot un contrat d'exclusivité de son travail de verrier, que celui-ci déclina pour le signer avec Adrien-Aurélien Hébrard, qui exposera ses créations chaque hiver jusqu'en 1937 dans sa galerie d'art du 8, rue Royale à Paris. Dans les années 1920, il fera fabriquer par la maison Daum et éditera des "dérivés des recherches de Marinot".
Il devient au fil des ans un décorateur-ensemblier travaillant les essences et les bois précieux, ébène de Macassar, bois-des-îles, ivoire, laque ou galuchat.
Pour l'Exposition internationale des Arts décoratifs et industriels modernes de 1925, il conçoit une chambre de femme dans une harmonie de rose et de gris, avec les murs tendus de soie brochée. Les meubles tout en rondeur sont recouverts de galuchat naturel. Le chiffonnier est toujours visible au musée des arts décoratifs de Paris.
En 1935 il travaille pour un appartement de luxe du paquebot Normandie.
Il épouse en 1907 Nicole Poiret (1887-1967) dessinatrice et couturière de mode, sœur de Paul Poiret avec qui il aura deux filles Benoîte Groult, dont Marie Laurencin sera la marraine, et Flora Groult qui étudia le dessin à la Grande Chaumière et conçut des couverts pour la maison Christofle. 
Le couple Groult est "lancé" dans le tout-Paris de l'entre-deux-guerres et reçoit dans son appartement du 44, rue de Bellechasse.
La fille aînée du décorateur raconte :
« Vers 1965 il vendit ses derniers meubles à Drouot (...) J'avais très envie de racheter un meuble en galuchat que j'avais toujours vu, enfant , dans notre salon. Mais mon père m'a empêchée de me lever pour des enchères. "Ne bouge pas. Je veux savoir à quel point plus personne ne s'intéresse à ce que je fais." Et ses meubles sont tous partis à des prix dérisoires. Et il était là, muet, à déguster sa défaite ( ...). D'ailleurs, moi non plus je ne me rendais pas compte de son talent (...). Quand je vois, trente ans après, les prix démesurés qu'atteignent les meubles de  1925-1930, ceux de Pater en particulier, j'ai envie de pleurer à l'idée qu'il est mort pauvre et se croyant oublié. J'espère qu'il existe un paradis pour les créateurs quelque part et qu'il peut se réjouir. » Benoîte Groult (Mon évasion - autobiographie 2008, pp.83 et 84).
Œuvres :
```
- ensemble mobilier revêtu de galuchat vert "créé pour l'exposition des Arts déco en 1925", soit deux buffets, dont un à deux corps et à niche centrale, un bureau plat à caissons  deux bergères basses et deux chaises, photographiés vers 1985 dans l'appartement parisien du galeriste Jean-Jacques Dukto (cf. bibliographie) - le buffet à deux-corps et une chaise sont reproduits sur la page de couverture du magazine;
```

- bibliothèque basse en chêne naturel cérusé "à côtés bombés sculptés d'un semis de pastilles et d'un mascaron de diablotin"  signée en latin et datée 1949, destinée à être présentée au Salon d'Automne, a figuré en vente publique à Fontainebleau le 27/06/2020 (reprod. coul. dans "La  Gazette Drouot" n°25 du 26/06/2020, p.120);
- paire de vases en porcelaine épaisse à corps quadrangulaire de section carrée et à col rentré galbé, à motif de médaillons de fleurs émaillées vert et bleu et de fleurs stylisées à fond perdu bleues sur fond blanc (n°115 du catalogue de la vente "Art Nouveau et art Déco"  par l'étude Tajan à Paris le 19/05/1999 - reprod. coul.);
- fauteuil (bergère) de forme dite "en gondole" recouvert de velours (1937) photographié en 1988 chez sa fille Benoîte;
- buffet (à deux corps ?), trois vantaux, quatre tiroirs centraux, pieds coniques à "côtes torses" sur patins, dessus en doucine, en chêne massif sculpté de semis de pastilles et de masques, et de trois figures féminines avec des voiles (1946) ; idem.